# Panurgopsis flava
Panurgopsis flava är en tvåvingeart som beskrevs av Kertesz 1915. Panurgopsis flava ingår i släktet Panurgopsis och familjen lövflugor. Inga underarter finns listade i Catalogue of Life.